# Erlend Dahl Reitan
Erlend Dahl Reitan, né le 11 septembre 1997 à Klæbu en Norvège, est un footballeur norvégien, qui évolue au poste d'arrière droit au Rosenborg BK.

## Biographie

### En club
Né à Klæbu en Norvège, Erlend Dahl Reitan est formé par le Rosenborg BK. Il fait ses débuts en professionnel le 13 avril 2016, à l'occasion d'une rencontre de coupe de Norvège contre l'Åfjord IL. Il est titularisé au poste d'arrière droit lors de ce match qui se solde par la victoire des siens, et délivre une passe décisive sur le dernier but (0-3).
Erlend Dahl Reitan devient pour la première fois champion de Norvège en 2016 avec le Rosenborg BK.
Le 12 juillet 2017 Reitan est prêté jusqu'à la fin de la saison au FK Bodø/Glimt.
Il devient à nouveau champion de Norvège en 2018.
Le 16 janvier 2019, il est prêté de nouveau au FK Bodø/Glimt pour la saison 2019.
Le 12 juin 2020, Reitan prolonge son contrat avec Rosenborg jusqu'en 2023.

### En sélection
Erlend Dahl Reitan commence sa carrière internationale avec l'équipe de Norvège des moins de 18 ans. Il joue un total de quatre matchs avec cette sélection, tous en 2015.
Il reçoit sa première sélection avec l'équipe de Norvège espoirs le 24 mars 2017, contre le Portugal. Il est titulaire lors de cette rencontre perdue par les siens (3-1). Le 12 juin 2017, Reitan inscrit son premier et unique but avec les espoirs, contre le Kosovo. Il entre en jeu à la place de Martin Samuelsen lors de cette rencontre perdue par son équipe (0-3 score final).

## Palmarès

### En club
Rosenborg BK
- Champion de Norvège
  - 2016 et 2018